# Всестильовий бій
Всестильовий бій — розділ бойового двоборства, який представляє собою бій з використанням ударної техніки і боротьби із застосуванням больових та задушливих прийомів.
Бойове двоборство — це дисципліна військово-спортивних багатоборств, змагання по якій здійснюються за двома розділами:
- всестильовий бій;
- стрільба.

Всестильовий бій є невід'ємною частиною бойового двоборства. Спортивні розряди та звання спортсмени отримують з військово-спортивних багатоборств — офіційно визнаного в Україні виду спорту, що входить до «Переліку видів спорту, що визнані в Україні» та є неолімпійським видом спорту. Всеукраїнська Федерація військово-спортивних багатоборств має статус національної.
Спортивні звання та розряди з військово-спортивних багатоборств присвоюються відповідно до Наказу № 1305 Міністерства молоді та спорту України від 24.04.14 «Про затвердження Кваліфікаційних норм та вимог Єдиної спортивної класифікації України з неолімпійських видів спорту».
Спортивні змагання зі всестильового бою проходять за окремим розділом у рамках змагань із бойового двоборства. За підсумками змагань із всестильового бою спортсмен отримує відповідне місце в ваговій категорії. Також спортсмени змагаються у іншому розділі бойового двоборства — стрільбі із пневматичної гвинтівки та отримують відповідні місця за стрільбу. Кожне зайняте місце в окремому розділі спортсмена оцінюється певною кількістю балів. Загальне місце визначається шляхом додавання підсумкових балів зайнятих у розділах «всестильовий бій» і «стрільба».
Має чотири версії:
- Б-1: легкий контакт (нокаути так нокдауни заборонені, бій ведеться до першої ефективної дії одного із спортсменів)
- Б-2: дозований контакт (нокаути заборонені, бій не зупиняється)
- Б-3: повний контакт (заборонені удари ліктями і колінами)
- Б-4: повний контакт із ударами ліктями і коліна у тулуб противника

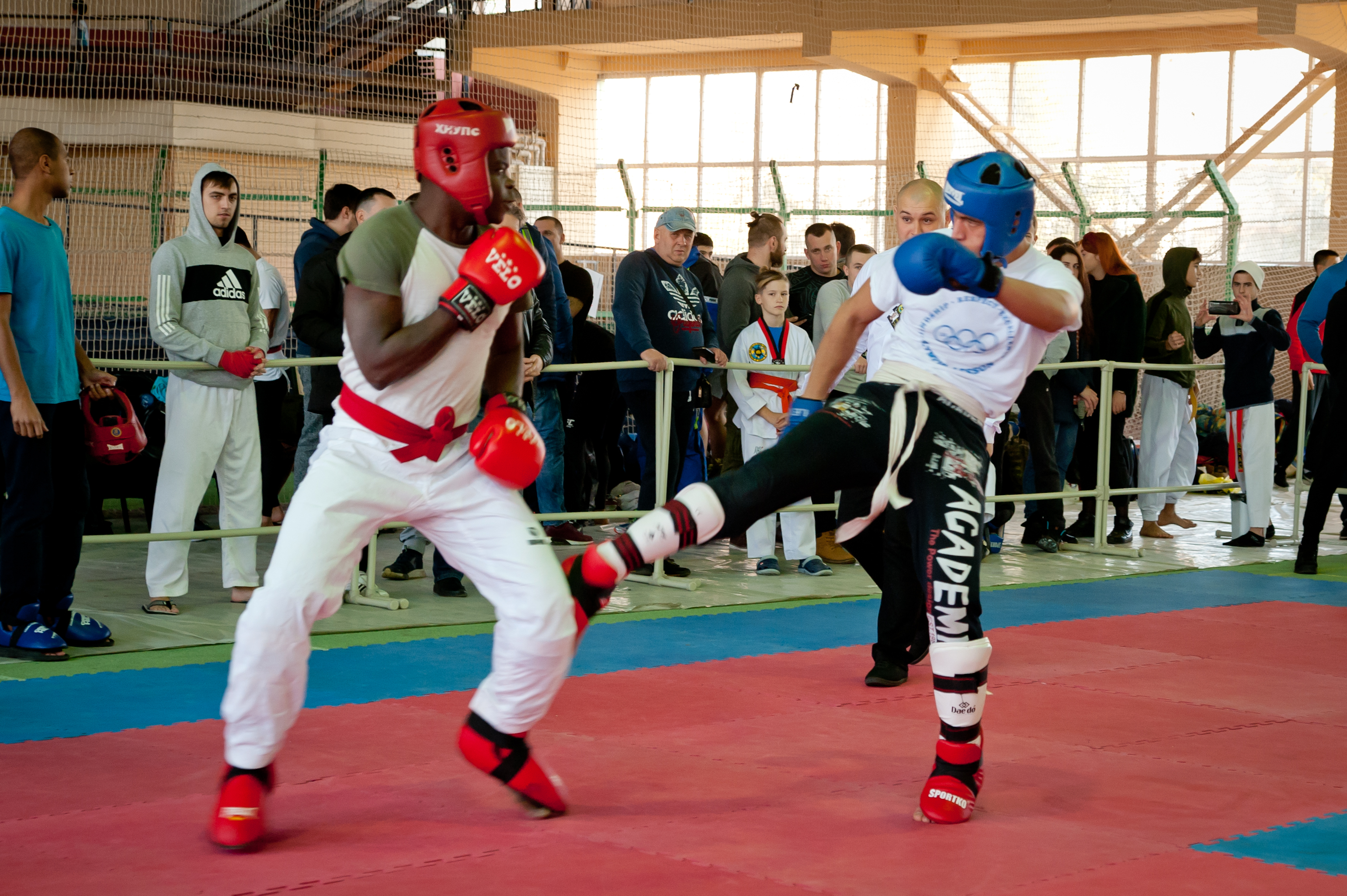
Всестильовий бій

Щорічно проводиться Чемпіонат світу з військово-спортивних багатоборств, на якому Україна представляє свою збірну та різного роду змагання національного та регіонального рівнів.
Бойове двоборство має поясову систему. Кілька разів на рік спортсмени проходять технічну поясову атестацію та отримують відповідні пояси з Бойового двоборства.
Засновником даного виду є Зайцев Сергій Васильович (10 дан)